# Dita Krausová

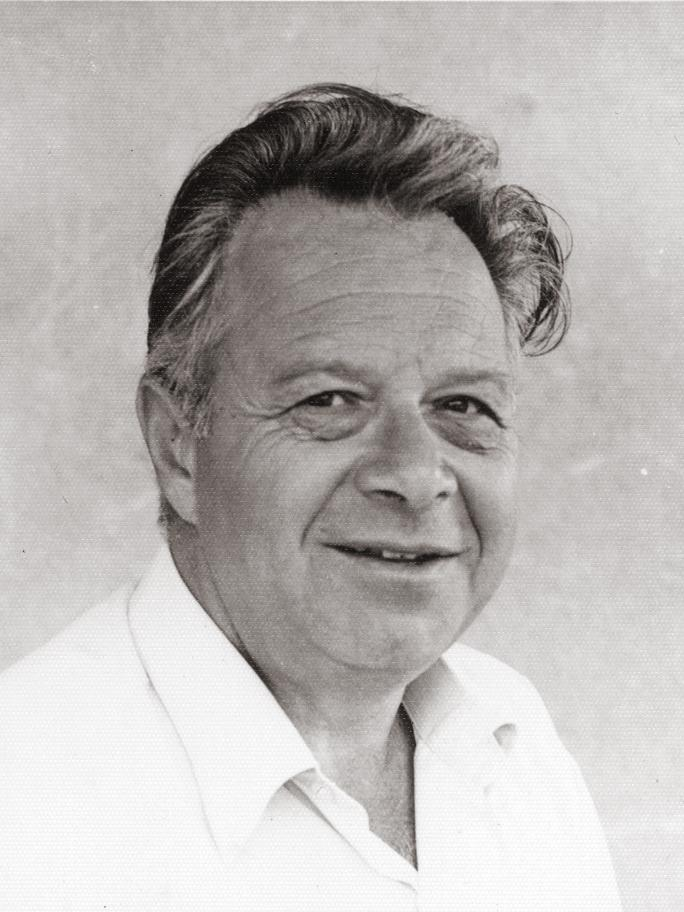
Manžel Dity Krausové Ota B. Kraus

Dita Krausová (* 12. července 1929, Praha; rozená Edith Polachová) je jedinou dcerou právníka JUDr. Hanuše Polacha a vnučkou Johanna Polacha – politika židovského původu a německé národnosti – meziválečného senátora Národního shromáždění. Přežila holokaust a v roce 1947 se v Praze provdala za českého spisovatele, učitele anglického jazyka a grafologa Otu B. Krause. Po legálním odchodu s manželem a synem do Izraele v roce 1949 pracovala v Netanji jako učitelka pedagogiky a angličtiny. Po smrti svého manžela (rok 2000) se stará o propagaci a vydávání jeho knih. Část jejího životního příběhu umělecky upravil a literárně zapracoval Antonio González Iturbe do knihy Osvětimská knihovnice. Dita Krausová je sama autorkou autobiografického románu Odložený život.

## Život
Dita Krausová (dívčím jménem Edita Polachová) se narodila 12. července 1929 v Praze do židovské asimilované rodiny právníka penzijního úřadu a ženy v domácnosti. Po nastolení Protektorátu Čechy a Morava byla Dita v roce 1940 kvůli rasovým zákonům vyloučena z 5. třídy a pak docházela do výukových skupin, tzv. kroužků, organizovaných židovskou obcí v Praze a na sportoviště Hagibor. Celá rodina byla v listopadu 1942 deportována do Terezína a následně pak do terezínského rodinného tábora v Osvětimi. Po likvidaci terezínského rodinného tábora v Osvětimi byla Dita Polachová transportována (spolu se svojí matkou) do Hamburku a odtud pak do německého koncentračního tábora Bergen-Belsen. Po skončení druhé světové války a návratu do Prahy se Dita Polachová provdala za českého spisovatele, učitele anglického jazyka a grafologa Otu B. Krause. V květnu 1949 se Dita Krausová vystěhovala (spolu se svým manželem a synem) do Izraele. V Izraeli pobývali manželé Krausovi nejprve několik měsíců ve sběrných stanových táborech v Haifě, pak se přesunuli do vesnice Ša'ar Chefer, potom do kibucu Giv'at Chajim, odtud pak do Hadassim, aby se nakonec usadili v Netanji. Tady napsala Dita Krausová (v anglickém jazyce) svůj autobiografický román „Odložený život“ (s podtitulem: Skutečný příběh osvětimské knihovnice), který v českém překladu Dagmar Lieblové vydalo (v roce 2018) nakladatelství Ikar. Inspirován částí životního příběhu Dity Krausové napsal španělský novinář a spisovatel Antonio González Iturbe bestseller „Osvětimská knihovnice“ (do češtiny přeložil Štěpán Zajac, vydalo nakladatelství Akropolis v roce 2013).

## Podrobný životopis

### Rodina

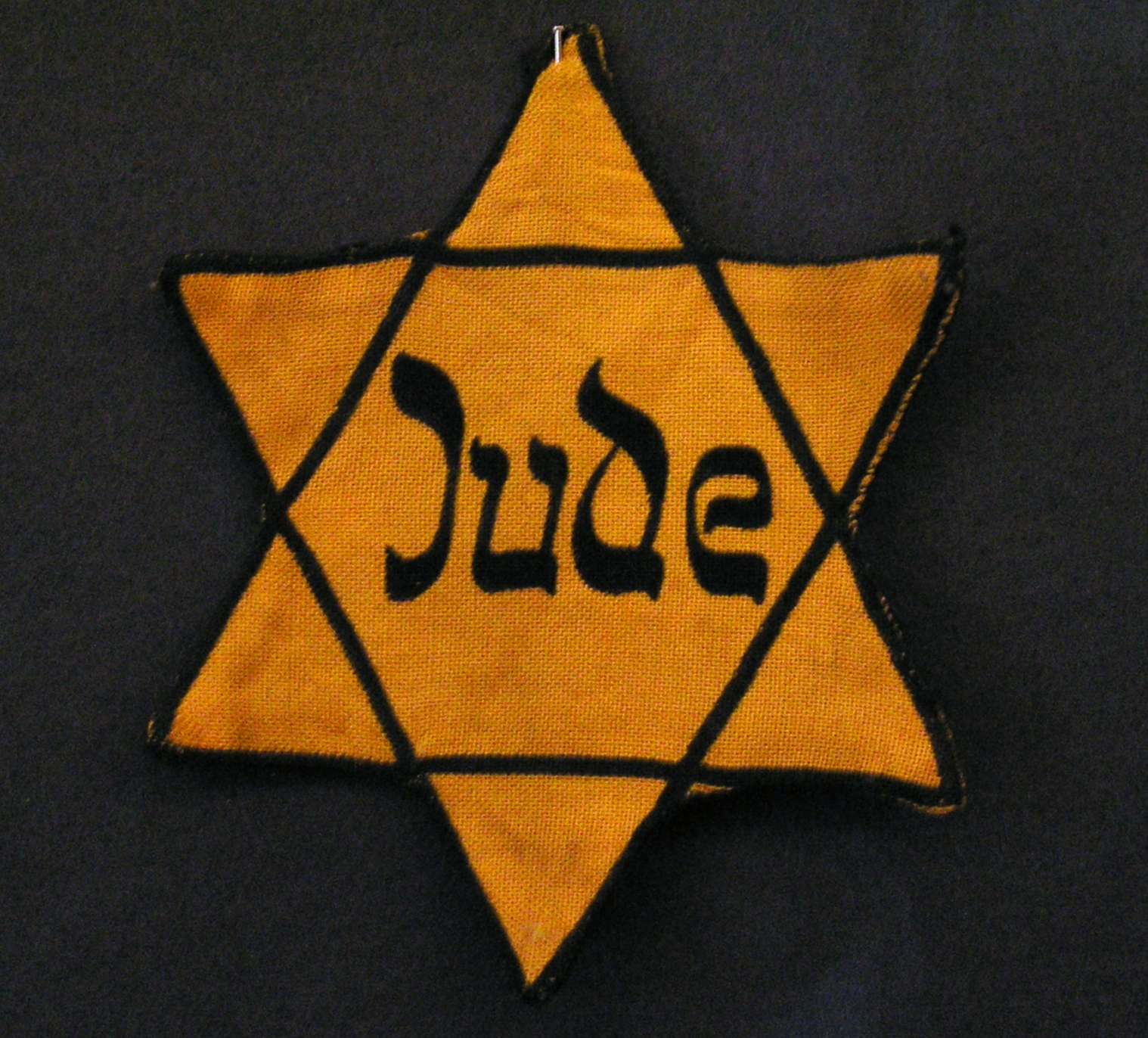
Davidova hvězda, kterou museli nosit Židé za druhé světové války viditelně našitou na svém oblečení

Dita Krausová (dívčím jménem Edita Polachová) se narodila 12. července 1929 v Praze do židovské asimilované rodiny právníka penzijního úřadu JUDr. Hanuše Polacha  a jeho manželky Elisabeth Polach (rozené Adler)  – ženou v domácnosti. V tříčlenné rodině se mluvilo jak německy, tak i česky. Polachovi sice nebyli nijak zámožní, ale přesto bydleli v moderním nájemním bytě (dva a půl místnosti) v „elektrickém“ domě  v holešovické ulici „U Smaltovny“. Po nastolení Protektorátu Čechy a Morava se Polachovi z tohoto bytu byli nuceni vystěhovat. Otec ztratil zaměstnání, rodinné vklady a úspory se tenčily nebo propadly, plány na emigraci do Palestiny se rozplynuly. Opatření proti židům se postupem doby víc a víc stupňovala.  S přibývajícími protižidovskými zákony došlo logicky i na židovské děti. Dita byla v roce 1940 kvůli rasovým zákonům vyloučena z 5. třídy a následně docházela do výukových skupin, tzv. kroužků, organizovaných židovskou obcí v Praze a na sportoviště Hagibor. 

### V Terezíně
Otcův bratr patřil mezi první deportované z Prahy do Lodže na podzim 1941. O jeho smrti se Polachovi dozvěděli v Praze poměrně záhy. Povolání do transportu 20. listopadu 1942 obdrželi nakonec i Polachovi. Ditě Krausové bylo tehdy třináct let, když po dvoudenním čekání ve Veletržním paláci nastoupila spolu s rodiči a tisícem dalších na cestu do ghetta v Terezíně. V Terezíně bydlela v dívčím domově spolu se svými vrstevnicemi. Účastnila se zkoušek opery Brundibár i kurzů kreslení pod vedením malířky Friedel Dicker–Brandeisové, pracovala krátce v zemědělství. V Terezíně strávila Dita Krausová spolu s rodiči více než rok. Dne 18. prosince 1943 byla čtrnáctiletá Dita deportována s rodiči do Osvětimi-Březinky s tzv. druhým transportem do tzv. terezínského rodinného tábora v Osvětimi.

### V Osvětimi
V rodinném táboře byli muži a ženy rozděleni do různých ubikací, pro děti byl ale díky péči Fredyho Hirsche zřízen dětský blok, kam byla Dita pracovně zařazena. Tady měla na starosti pár knih, které tam sloužily jak vychovatelům tak i dětem. Knihy se půjčovaly nebo se podle nich hrály nejrůznější hry. Nejmenší děti z nich hádaly hádanky, větší si je vypravovaly. (Knihy byly získávány od Poláků, kteří pracovali na rampě u vykládání a sortýrování zavazadel deportovaných. A vědělo se, že v rodinném táboře je dětský blok, tak je tam pak vždycky někdo zanesl.)
Potkávali jsme známé, ale nikdo se neusmíval. Mluvili divně, pořád říkali něco o komínu, plynových komorách, ale my nechápali, o co jde. To se nedalo chápat. Já si myslela, že se všichni zbláznili. Nakonec jako blázni vypadali, měli divné výrazy, prázdné oči. Ukazovali na komín, z něhož v noci šlehaly plameny. Ve vzduchu byl šedý popel, zapáchalo to tam. Důkazy, které člověka přinutily uvěřit tomu, co dodnes není s to pochopit.
Dita Krausová, z rozhovoru, pasáž o prvních dnech v Osvětimi, 
Ditin otec na následky nedostatečné výživy po několikaměsíčním pobytu v Osvětimi zemřel na začátku února 1944. Stálé ponížení, nelidské zacházení a ustavičná hrozba smrti vězně zbavily jakýchkoli ohledů a empatie. Jejich potřeby se redukovaly jen na ukojení hladu a vypěstovaly v nich pud sebezáchovy, který se projevoval i jistou obhroublostí a otrlostí.
Po likvidaci rodinného tábora jsem se procházela prázdným lágrem a na jednom bloku jsem viděla báječné, tlusté deky. Nikdo tam zrovna nebyl, a tak jsem si deku vzala. Co na tom, že jsem si vzala deku osoby, která tu noc zahynula. Žádné city jsme nevnímali, lítost, soucit, všechno zůstalo jakoby zamrzlé. Měla jsem ale báječnou teplou deku.
Dita Krausová, z rozhovoru, pasáž o Osvětimi, 
Likvidace části rodinného tábora v Osvětimi se uskutečnila v noci z 8. března 1944 na 9. března 1944. Při ní přišli o život terezínští vězni, kteří sem byli deportováni tzv. prvním transportem v září 1943. Obdobný osud čekal i tzv. druhý terezínský transport z prosince 1943, kterým do Osvětimi přijeli i Polachovi. Než však k jeho likvidaci došlo, předcházela mu tzv. „selekce“. Dita s matkou touto selekcí v červnu 1944 prošly (a byly vybrány na práci pro Říši), po několika dnech čekání v ženském táboře se nakonec v červenci 1944 dostaly do tábora v Hamburku.

### V pracovních táborech (Hamburk a okolí)
Tady obě vystřídaly několik pracovních táborů v Hamburku samotném nebo v jeho blízkosti. Tady byla Dita Krausová zařazena na odklízení trosek po bombardování, odklízení sněhu, pracovala v továrně a kopala kanalizaci.
Nálety byly časté a několik děvčat při nich zahynulo. Přímý zásah dostal i náš tábor Tiefstack. Tehdy jsem dlouho hledala maminku a bála jsem se, že zemřela.
Dita Krausová, z rozhovoru, pasáž o práci v Hamburku, 
Na jaře 1945 došlo k evakuaci tábora a vězeňkyně byly převezeny z Hamburku vlakem do koncentračního tábora Bergen-Belsen.

### V KT Bergen-Belsen
Dita s matkou se do Bergen-Belsenu dostaly začátkem dubna 1945. Tábor byl tou dobou ponechán sám sobě napospas: němečtí dozorci uprchli, o polomrtvé vězně se nikdo nestaral, nevydávalo se pití ani jídlo a táborem se šířil skvrnitý tyfus. Tady se obě koncem dubna 1945 (v apatickém a zuboženém stavu) dočkaly osvobození. Dita Krausová onemocněla tyfem, ale vyléčila se a postupně se zotavovala. Její matka ale na následky věznění zemřela (na náhlou břišní příhodu) po krátké hospitalizaci v nemocnici 29. června 1945.

Místa věznění Dity Krausové (ilustrační fota)
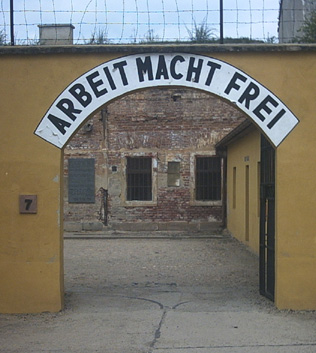
Brána v Malé pevnosti Terezín (2003 až 2005)
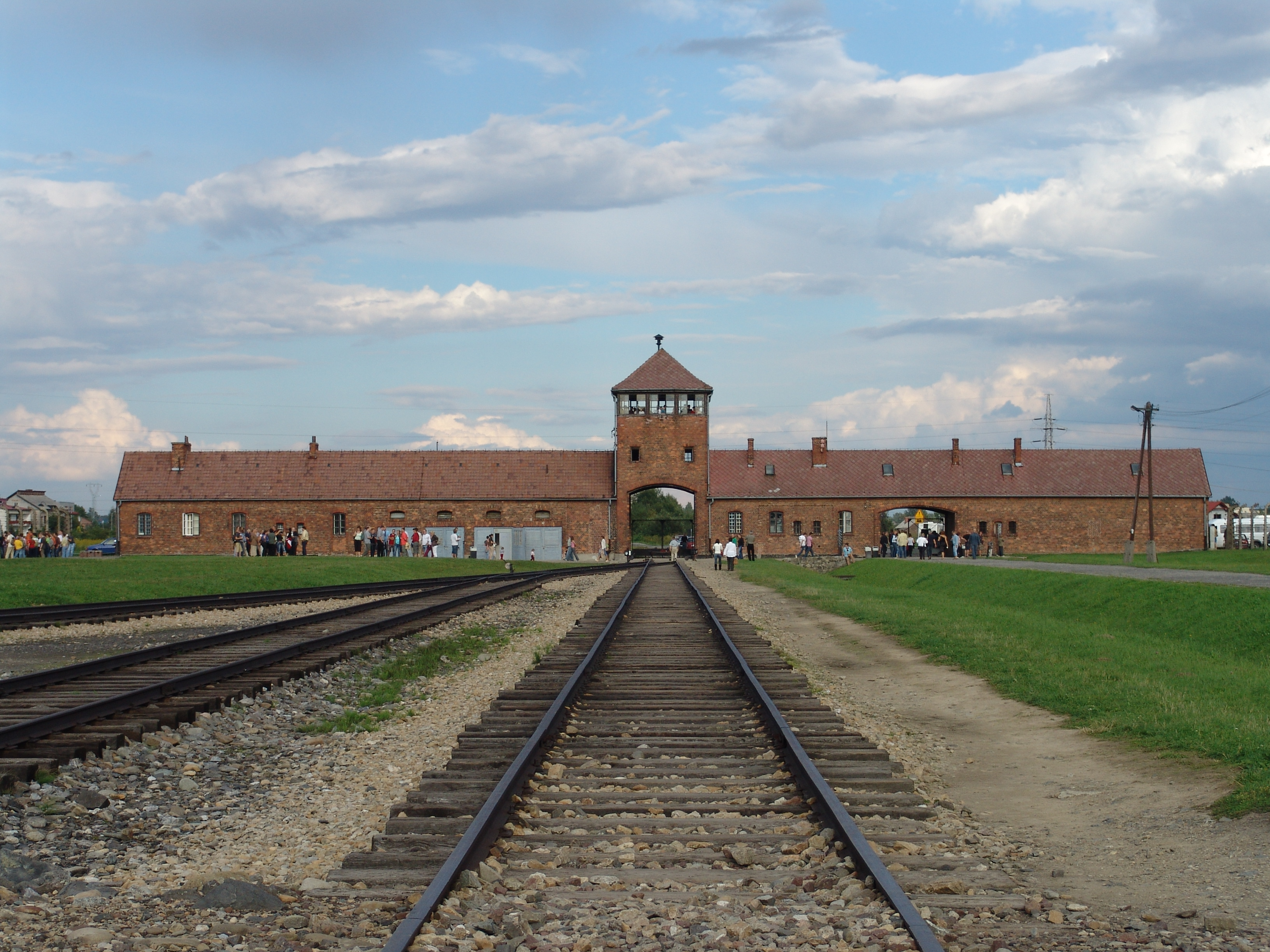
Hlavní brána tábora Auschwitz-Birkenau (2006)
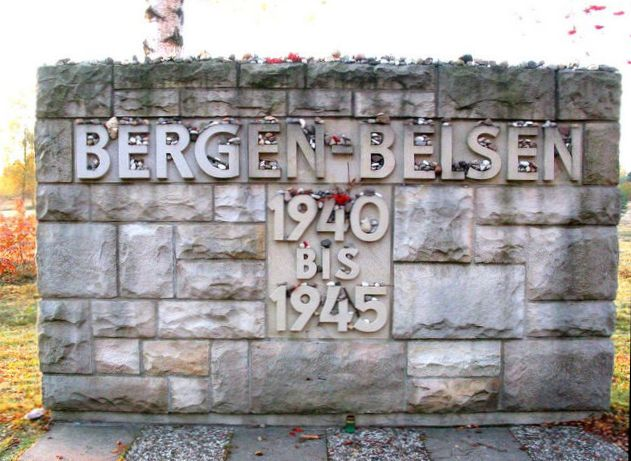
Pamětní kámen u vstupu do historické části koncentračního tábora Bergen-Belsen (2010)

### V Praze
Do Prahy se téměř šestnáctiletá Dita Krausová vrátila (dva dny po matčině smrti) dne 1. července 1945. Z rodiny přežila druhou světovou válku v terezínském ghettu pouze její babička, zbytek rodiny zahynul. Křesťanská teta Máňa (manželka otcova bratrance) byla jedinou blízkou osobou, která Ditě do začátku zajistila ubytování, nejnutnější prostředky, ošaceni a finance. Krátce po svém návratu do Prahy se Dita Krausová setkala s bývalým terezínským i osvětimským vězněm Otou B. Krausem. Podobný osud a vzájemné porozumění následně přerostlo v přátelství, lásku a později (v roce 1947) v manželství (Za Otu B. Krause se Edita Polachová provdala 21. května 1947 v Praze). V restituci byla Oto B. Krausovi nakrátko vrácena továrna na dámské prádlo, kterou mu ale po Vítězném únoru 1948 komunisté zabavili a znárodnili. Tehdy se manželé Krausovi rozhodli (s půlročním synem, narozeným 28. prosince 1947 v Praze) pro vystěhování se do Izraele, kam dorazili v květnu 1949.
Ota byl založením sionista a já jsem měla v Izraeli strýce. Přípravy k odjezdu trvaly dlouho, protože jsme se museli vykoupit, tedy zaplatit za legální vystěhování.
Dita Krausová, z rozhovoru, pasáž o životě po Vítězném únoru 1948, 

### V Izraeli
Do Haify přicestovali (po třech dnech na cestě) manželé Krausovi hromadným transportem (organizovaným židovskou obcí) přes Rakousko a Itálii dne 16. května 1949.
Žili jsme nejdřív ve stanu v absorpčním středisku u Haify. Díky známým z lodi, kteří bydleli v nedaleké vesnici Bet Jicchak, jsme tam získali malý dřevěný domek. Od židovské agentury, Sochnut, která se stará o nové přistěhovalce, jsme dostali dvě železné postele a dvě matrace. Každou postel nesl Ota na zádech čtyři kilometry pěšky.
Dita Krausová, z rozhovoru, pasáž o začátcích v Izraeli, 
V Izraeli pobývali manželé Krausovi nejprve několik měsíců ve sběrných stanových táborech v Haifě. V Izraeli pak žili rok ve vesnici Ša'ar Chefer u Netanji. Sedm let pak žili v kibucu Giv'at Chajim, kde Dita pracovala v kuchyni a opravovala obuv v ševcovské dílně a její manžel vyučoval angličtinu. Odtud se přestěhovali do Hadassim aby se nakonec usadili v Netanji. Tady Ota B. Kraus dostal práci v internátní škole jako učitel angličtiny. Později i Dita začala učit angličtinu a tak spolu dožili do penze.
Ota B. Kraus pracoval v Izraeli nejen jako učitel angličtiny, ale je i autorem několika povídkových knih a novel (vyšly i v českém překladu) čerpajících z jeho válečných i izraelských zážitků. Manželé Krausovi vychovali dva syny a dceru. (Dcera byla prostřední a zemřela ve dvaceti letech na nevyléčitelnou nemoc.) V roce 2019 byla Dita Krausová ve věku 90 let babičkou čtyř vnoučat a prababičkou čtyř pravnoučat.
Dita Krausová žije v Izraeli a často navštěvuje Českou republiku. Svoji první návštěvu uskutečnila po čtyřiceti letech – v roce 1989. V roce 2000 (5. října 2000) zemřel v Izraeli její manžel – Ota B. Kraus. Část jejího životního příběhu inspiroval vznik knihy Osvětimská knihovnice španělského autora Antonia G. Iturbeho (Praha, Akropolis 2013).
Možnost svobodně jezdit do Prahy je velké štěstí. Přes čtyřicet let jsem sem nesměla a má minulost byla jakoby vymazaná. Nyní jsou Čechy opět jedním z mých dvou nedokonalých domovů.
Dita Krausová, z rozhovoru, pasáž o návratech do vlasti, 
V Izraeli napsala Dita Krausová (v anglickém jazyce) svůj autobiografický román „Odložený život“ (s podtitulem: Skutečný příběh osvětimské knihovnice), který v českém překladu Dagmar Lieblové vydalo (v roce 2018) nakladatelství Ikar.

## Publikační činnost
- Krausová, Dita. Odložený život: skutečný příběh osvětimské knihovnice. Vydání první. Praha: Ikar, 2018. 332 stran, 24 nečíslovaných stran obrazových příloh. ISBN 978-80-249-3724-3.

## Dovětek
V románovém zpracování novináře a spisovatele Antonio G. Iturbeho vystupuje Dita Krausová coby románová postava Dita Adlerová, která se jako knihovnice stará o osm pečlivě skrývaných svazků, které pomáhají vytvořit iluzi normálního života stovkám dětí z osvětimského koncentračního tábora. Ve skutečnosti knihy nebylo nutno skrývat a jejich množství bylo jiné (asi 12, jedna z nich se jmenovala Dějiny světa od H. G. Wellse). V románu jsou jejich tituly součástí autorovy fikce. Stejně tak je v Iturbeho díle jejich význam pro přežití románové Dity Adlerové literárně silně nadsazen. Skutečná Dita Krausová půjčovala (ještě společně s nějakým chlapcem) knihy těm několika málo učitelům, kteří si je přišli vypůjčit a výpůjčky neměla kam psát a musela si co komu půjčila prostě jen zapamatovat.
Rovněž románoví rodiče Dity Adlerové jsou úplně jiní než skuteční rodiče Dity Krausové.
V románu je popsáno i několik útěků z Osvětimi (a to jak úspěšných, tak naopak). Ve skutečnosti se Dita Krausová pamatovala jen na jeden z nich, po němž oholili (za trest) všem mužům a chlapcům hlavy dohola.
A tehdy všechny dívky upletly mužům čepice. Ale neměly jsme jehlice a neměly jsme vlnu. Tak jsme vytahaly z dek nebo starého pleteného oděvu vlákna a navíjely je, a jehlice jsme udělaly z odříznutých dřívek z kavalců, ohladily jsme je o kámen a na těch dřívkách jsme klukům upletly čepice, aby se nestyděli, že mají holé hlavy.
Dita Krausová, z rozhovoru, pasáž o tom, co se stalo po útěku, 
Reálným předobrazem románové postavy učitele tělocviku a vedoucího tajné školy na bloku 31 byl skutečný Fredy Hirsch. Okolnosti Hirschovy smrti ale nejsou stále úplně vyjasněny. Někteří přeživší holocaust, kteří Hirsche osobně znali, verzi o jeho sebevraždě (předávkováním pravděpodobně barbituráty) popírají a kloní se (obdobně jako Dita Krausová) spíše k verzi, že byl uspán a ve spánku byl odnesen na nosítkách na náklaďák a odtud přemístěn do plynové komory. V románu si hrdina bere život, protože nemohl rozhodnout dilema, zda má začít povstání vězňů (a odsoudit děti k smrti) nebo toto povstání neodstartovat.
Na otázku, zda je vůbec umělecky sdělitelná a „přenositelná“ hrůza holocaustu (na čtenáře) dává Dita Krausová jednoznačnou odpověď:
Nedá se to. Nedá se to předat nijak. Nemůžete nikomu předat ten pocit, že žijete řekněme jenom v Terezíně. Spíte na kavalci s cizími lidmi, kteří chrápou, kašlou, není dost vody, aby se člověk umyl, tak tam máme zápach, nemáme dost možností si vyprat, takže i to šatstvo zapáchá, jsme stěsnaní, nemáme jediné místečko, kde bychom byli sami, ani na záchodě ne. Jste neustále ve společnosti, hustě stlačená ve společnosti lidí, cizích lidí. To se nedá předat. Když to nežijete, tak si to nemůžete představit. Není možnost. Už nevím, kdo to řekl: Na popsání holocaustu nejsou slova. A to nemluvím o situacích krajních, jako byla třeba ta cesta do Auschwitzu.
Dita Krausová, z rozhovoru, pasáž o tom, zda je hrůza holocaustu umělecky sdělitelná,